# Kalte Haut
Kalte Haut ist ein deutscher Kurzfilm von Sebastian Kutzli aus dem Jahr 2005. Auf die gerade aus dem Gefängnis entlassene Marion warten neue Konflikte und Entscheidungen, die getroffen werden müssen.

## Handlung
Marion ist unterwegs zu ihrer Freundin Kitty, nachdem sie gerade aus dem Frauengefängnis entlassen worden ist. Auf dem Weg dorthin geht ihr vieles durch den Kopf, so auch die gemeinsame Zeit mit Kitty und wie es dazu gekommen ist, dass sie verhaftet und verurteilt worden ist. Sie hatte ihre Freundin einst vor zwei Männern und einer Vergewaltigung durch diese schützen wollen. Da Marion im Kampfsport ausgebildet ist, griff sie einen der Männer an, der dabei überraschend zu Tode kam. 
Marion hatte viel Zeit über die Geschehnisse der Vergangenheit nachzudenken und sieht nun manches in einem anderen Licht und hat sich in der Vergangenheit immer wieder die Frage gestellt, ob die Vergewaltigung überhaupt eine gewesen ist. Ob ihre Freundschaft mit Kitty weiter Bestand haben kann, weiß Marion im Moment noch nicht. Was sie allerdings weiß, ist, dass sie eine Entscheidung treffen muss, egal wie schwer ihr das auch fallen wird.  

## Produktion

### Produktionsnotizen
Produziert wurde der Film von der Hochschule für Fernsehen und Film München (HFF) in München unter der Leitung von Sebastian Kutzli. Die Herstellungsleitung oblag Tobias N. Siebert. Der Film wurde am 15. November 2007 unter der Nummer 112163 einer FSK-Prüfung unterzogen und ab 12 Jahren freigegeben.

### Veröffentlichung
Der Film wurde im August 2005 in Locarno in der Schweiz während eines IFF-Wettbewerbs erstmals aufgeführt.
Vorgestellt wurde er außerdem 
- auf dem Toronto Worldwide Short Film Festival[2]
- auf dem Filmfest Max Ophüls in Saarbrücken
- auf dem Internationalen Festival der Filmhochschule in München
- auf den Solothurner Filmtagen in der Schweiz[3]

## Rezeption

### Kritik
Die Deutsche Film- und Medienbewertung (FBW), die den Film auszeichnete begründete ihre Entscheidung folgendermaßen: „Sperrig und nicht anbiedernd entfaltet sich der Film, operiert auf unterschiedlichen Zeitebenen, erzählt zwei oder mehr Geschichten zugleich. Mit atmosphärisch dichten Rückblenden hält der Film seine Zuschauer in Spannung – bis zur Auflösung, die letztlich keine ist, weil sie neue Fragen aufwirft.“ Weiter hieß es, die Hauptdarstellerin sei „überzeugend besetzt“. „Gut gelungen“ sei „auch die filmische Darstellung der feindlichen Umwelt, in der jeder sich aus Angst vor Jugendbanden jederzeit behaupten“ müsse. „Die Trostlosigkeit der Gegend, der Widerstand gegen die Feindseligkeit und die Flucht aus diesem Umfeld“ seien „das Thema“. All dies werde „in Bild und Ton, untermalt mit melancholischer, aber nicht trauriger Gitarrenmusik, glaubhaft eingefangen“.

### Auszeichnungen
- 2005: Kameramann Stephan Vorbrugg Deutscher Kamerapreis in der Kategorie „Kurzfilm“[5]
- 2005: Wolfgang Weigl Deutscher Kamerapreis in der Kategorie „Förderpreis Schnitt“[5]
- 2005: „Prädikat wertvoll“ der Deutschen Film- und Medienbewertung (FBW)[4]